# Kiera van Ryk
Kiera van Ryk, född 6 januari 1999 i New Westminster, Kanada, är en volleybollspelare (högerspiker).
Van Ryk spelade med University of British Columbias universitetslag UBC Thunderbirds i U Sports damvolleybolltävlingar U Sports Volleyball Championship. Under första säsongen 2017–2019. Under andra säsongen vann laget tävlingen och van Ryk utsågs till bästa spelare. Hon lämnade Kanada för proffsspel i Europa 2019. Hon spelade första säsongen i Volley Bergamo, Italien, för att därefter spela en säsong med KS Developres Rzeszów i Polen. Sedan 2021 spelar hon i Turkiet. Först spelade hon med Türk Hava Yolları SK och sedan 2024-2025 med Vakıfbank SK.
Van Ryk har spelad med Kanadas landslag sedan 2015.